# Castelnau-de-Brassac
Castelnau-de-Brassac è un comune francese soppresso e frazione del dipartimento del Tarn della regione dell'Occitania. Dal 1º gennaio 2016 si è fuso con i comuni di Ferrières e Le Margnès per formare il nuovo comune di Fontrieu.

## Società

### Evoluzione demografica
Abitanti censiti